# ホツツジ属
ホツツジ属（ホツツジぞく、学名：Elliottia ）は、ツツジ科の属の1つ。

## 特徴
落葉低木。北アメリカ南東部に分布する1種のみが高木になる。葉は単葉で縁は全縁、互生し、しばしば輪生状になる。花序は枝先に総状花序、円錐花序または散房花序につき、2-80個の花をつける。萼は3-5裂し、日本産のものの花弁は3個あって離生し、北アメリカ産のものの花弁は4-5個あって離生するか基部が4分の1ほど合着する。雄蕊は6-10個あって、葯にとげ状の付属体はない。子房は3-6室あって、各室に多数の胚珠があり、花柱は長く伸び、先端は盤状になる。果実は蒴果で扁球形になり、各室の側面で開裂する。種子は小さい楕円形で多数ある。

## 分布
日本に2種あり、北アメリカ大陸に2種ある。

## 種

### 日本に分布する種
和名、学名はYistによる。
- ミヤマホツツジ Elliottia bracteata (Maxim.) Hook.f. - 落葉小低木。高さ30-50cm。花柱は花の外に突き出て、上方向に大きく曲がる。南千島、北海道、本州（中部地方以北）、千島列島（ウルップ島）に分布し、亜高山帯の林縁や高山帯の低木林内に生育する[2][4]。
- ホツツジ Elliottia paniculata (Siebold et Zucc.) Hook.f. - 落葉低木。高さ1-2m。花柱は花の外にまっすぐに長く突き出る。北海道、本州、四国、九州（南限は屋久島）に分布し、岩の多い山地に生育する[2][4]

### その他の種
学名はElliottia, The Plant Listによる。
- Elliottia pyroliflora (Bong.) S.W.Brim & P.F.Stevens – 落葉低木。北アメリカのアメリカ合衆国アラスカ州、ワシントン州、オレゴン州、カナダのブリティッシュコロンビア州に分布する[3]。
- Elliottia racemosa Muhl. ex Elliott - 高さ3-12mに達する落葉高木。アメリカ合衆国ジョージア州、サウスカロライナ州に分布する[3]。

## ギャラリー
- ミヤマホツツジ
- ホツツジ
- Elliottia pyroliflora
- Elliottia racemosa
タイプ種